# انریکه آلفارو
انریکه آلفارو (اسپانیایی: Enrique Alfaro‎؛ زادهٔ ۱۱ دسامبر ۱۹۷۴) بازیکن سابق و مربی فوتبال اهل مکزیک است.
از باشگاه‌هایی که در آن بازی کرده‌است می‌توان به باشگاه فوتبال دپورتیوو تولوکا اشاره کرد.
وی همچنین در تیم ملی فوتبال مکزیک بازی کرده‌است.